# Poecilotylus stellatus
Poecilotylus stellatus är en tvåvingeart som beskrevs av Wulp 1897. Poecilotylus stellatus ingår i släktet Poecilotylus och familjen skridflugor. Inga underarter finns listade i Catalogue of Life.